# J. Russell Bullock
Jonathan Russell Bullock (* 6. September 1815 in Bristol, Rhode Island; † 7. Mai 1899 ebenda) war ein US-amerikanischer Jurist und Politiker. In den Jahren 1860 und 1861 war er Vizegouverneur des Bundesstaates Rhode Island; später wurde er Bundesrichter am Bundesbezirksgericht für den Distrikt von Rhode Island.

## Werdegang
Russell Bullock war der Sohn von Nathaniel Bullock (1779–1867), der in den Jahren 1842 und 1843 ebenfalls Vizegouverneur von Rhode Island war. Er studierte bis 1834 an der Brown University. Nach einem anschließenden Jurastudium und seiner 1836 erfolgten Zulassung als Rechtsanwalt begann er in Alton (Illinois) in diesem Beruf zu arbeiten. Dort wurde er auch Mitglied des Stadtrates. Im Jahr 1843 verlegte er seinen Wohnsitz und seine Anwaltskanzlei in seine Geburtsstadt Bristol. Dort setzte er auch seine politische Laufbahn fort. Zwischen 1844 und 1846 war er Abgeordneter im Repräsentantenhaus von Rhode Island und 1849 wurde er Attorney General dieses Staates. Zwischen 1849 und 1853 leitete er die Zollbehörde in Bristol und Warren. In den Jahren 1859 und 1860 saß er im Senat von Rhode Island. Parteipolitisch hatte er sich den Republikanern angeschlossen.
1860 wurde Bullock an der Seite von William Sprague zum Vizegouverneur von Rhode Island gewählt. Dieses Amt bekleidete er zwischen 1860 und 1861. Dabei war er Stellvertreter des Gouverneurs und Vorsitzender des Staatssenats. Anschließend war er für einige Zeit Sonderbeauftragter zur Beilegung offener Fragen zwischen der Bundesregierung und der Staatsregierung von Rhode Island. Von 1862 bis 1864 war er Richter am Rhode Island Supreme Court. Im Jahr 1865 wurde Bullock als Nachfolger von John Pitman zum Richter am United States District Court for the District of Rhode Island ernannt. Dieses Amt bekleidete er bis 1869. Danach zog er sich in den Ruhestand zurück; sein Sitz fiel danach an John Power Knowles. Er starb am 7. Mai 1899 in Bristol, wo er auch beigesetzt wurde.